# Operación Pasaje a la Libertad

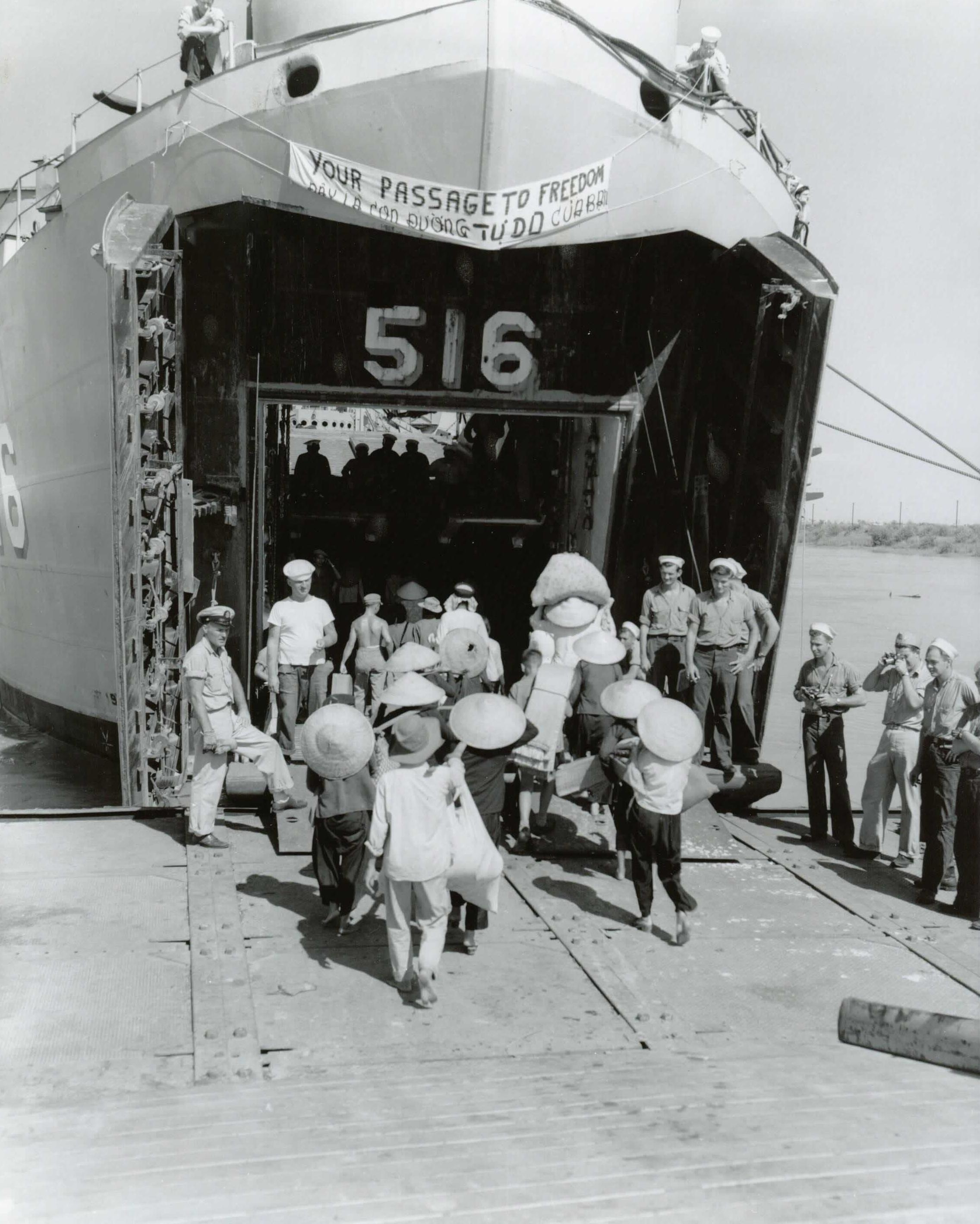
Refugiados vietnamitas embarcan en el LST 516 desde Haiphong, Vietnam del Norte en dirección a Saigón, Vietnam del Sur, durante la Operación Pasaje a la Libertad en octubre de 1954.

La Operación Pasaje a la Libertad (Operation Passage to Freedom, en inglés) fue el término utilizado por la Armada de los Estados Unidos para describir el éxodo masivo de aproximadamente trescientos mil vietnamitas anticomunistas desde Vietnam del Norte (o República Democrática de Vietnam) a Vietnam del Sur (o República de Vietnam); paralelamente 120 000 vietnamitas comunistas abandonaron el sur y se desplazaron al norte. A raíz de la derrota francesa en la batalla de Dien Bien Phu, los Acuerdos de Ginebra de 1954 decidieron el futuro de la Indochina francesa tras ocho años de guerra entre la Unión Francesa y el Viet Minh, en la cual se intentaba conseguir la independencia vietnamita. Los acuerdos resultaron en la partición de Vietnam por el paralelo 17, quedando el territorio al norte del mismo bajo el control comunista de la liga del Viet Minh de Ho Chi Minh y el sur para el Estado de Vietnam, apoyado por Francia. Los acuerdos permitieron un periodo de 300 días de gracia, que acabaron el 18 de mayo de 1955, durante el cual la gente pudo desplazarse libremente entre las dos partes de Vietnam antes de cerrar la frontera. Se pretendía que la partición fuese temporal, mientras se esperaban elecciones en 1956 para reunificar el país bajo un gobierno nacional. Entre 800 000 y 1 000 000 de habitantes del norte huyeron del régimen comunista, mientras que un grupo mucho menor de 120 000 sureños se trasladó al norte.
La migración masiva de norteños fue facilitada en un principio por la Fuerza Aérea y Armada francesas. Los buques estadounidenses apoyaron a las naves francesas en la evacuación hacia Saigón, la capital del sur. La operación fue acompañada por un gran esfuerzo de ayuda humanitaria, financiada por los Estados Unidos, en un intento de ayudar a la gran ciudad de chabolas que había surgido a las afueras de Saigón. Para Estados Unidos, la migración suponía una ayuda a su propaganda internacional, generando una amplia cobertura de la huida de los vietnamitas de la opresión comunista hacia el Mundo Libre bajo auspicio estadounidense. 
Este periodo estuvo marcado por la campaña propagandística de la CIA a favor del Primer ministro de Vietnam del Sur, el católico Ngo Dinh Diem. La campaña exhortaba a los católicos a huir de la represión religiosa del régimen comunista, lo que hizo aproximadamente el 60 % de los católicos que vivían en el norte. La migración impulsó el poder de Diem, ya que, mientras que la mayor parte de los católicos vietnamitas vivían en el norte, la mayoría se trasladó al sur tras la separación. La campaña pretendía reforzar la población del sur para preparar las elecciones de reunificación. Temiendo una victoria comunista, Diem canceló las elecciones. Creyendo que los católicos del norte eran un bastión de apoyo anticomunista, Diem procedió a tratarlos con especial interés. En el largo camino, los católicos del norte no llegaron a integrarse en la sociedad sureña y el favoritismo de Diem hacia ellos provocó tensiones que culminaron con la Crisis budista de 1963, la cual terminó con el derrocamiento y asesinato del líder survietnamita.

## Antecedentes

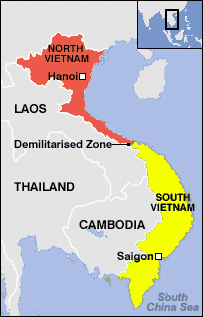
Partición de Vietnam tras el Tratado de Ginebra de 1954.

Al finalizar la Segunda Guerra Mundial, Ho Chi Minh, líder del Viet Minh, proclamó la independencia de la República Democrática de Vietnam (RDV) en septiembre de 1945. Esto sucedió tras la retirada del Imperio Japonés, el cual había arrebatado el control del país a Francia durante la guerra. El conflicto militar comenzó en noviembre de 1946, cuando Francia intentó recuperar el control de Indochina con un ataque al puerto vietnamita de Hai Phong. La RDV solo estaba reconocida por la Unión Soviética y la República Popular China. Las potencias occidentales reconocieron el Estado de Vietnam bajo control francés, gobernado nominalmente por el emperador Bảo Đại, pero con un ejército entrenado por instructores militares franceses y que, por tanto era leal al ejército de la Unión Francesa. En mayo de 1954, tras ocho años de lucha, los franceses fueron rodeados y derrotados en una fortaleza montañosa en la batalla de Điện Biên Phủ. La retirada francesa de Indochina se hizo oficial en la Conferencia de Ginebra de 1954, tras dos meses de negociaciones entre la RDV de Ho Chi Minh, Francia, China y la Unión Soviética. 
Según los términos del acuerdo, Vietnam quedó dividido temporalmente por el paralelo 17 a la espera de las elecciones de 1956, en las que se elegiría al gobierno que gobernaría al país una vez reunificado. El comunista Viet Minh tomó el control del norte de Vietnam, mientras que el Estado de Vietnam se quedó con el sur. La Unión Francesa acordó que se irían retirando paulatinamente de Vietnam conforme la situación se fuese estabilizando. Ambas partes del país quedaron descontentas con el resultado de las negociaciones. Ngo Dinh Diem, el Primer ministro del Estado de Vietnam, denunció el acuerdo de Francia y ordenó a su delegación que no firmase. Él aseguró que no podían reconocer el dominio de la China soviética sobre la mitad de su territorio nacional y que tampoco podían aceptar la brutal esclavización de millones de compatriotas. El primer ministro del norte, Phạm Văn Đồng expresó su amargura por las presiones de la Unión Soviética y de China para que aceptase el acuerdo a riesgo de perder su apoyo. Dong quería presionar alegando que, debido a la ventaja militar del Viet Minh sobre las tropas sureñas, podían reclamar más territorio en la mesa de negociaciones.
Según los acuerdos, hubo un periodo de 300 días durante el cual se permitía el libre desplazamiento de civiles entre las dos zonas, mientras que las fuerzas militares deberían permanecer en sus respectivos territorios. Todas las fuerzas del Cuerpo Expedicionario Francés en Extremo Oriente y del Ejército Nacional Vietnamita que se encontraban en el norte fueron evacuadas al sur del paralelo 17, mientras que todos los militares del Viet Minh se trasladaron al norte. El tratado estipuló que a los civiles se les debía ofrecer la oportunidad de moverse a la mitad de Vietnam que prefiriesen. El artículo 14(d) de los acuerdos estipuló que:

A cualquier civil residente en un distrito controlado por una parte que quiera irse y vivir en la zona asignada a la otra parte se le debe permitir y ayudar a hacerlo.

Sin embargo, a ninguna de las dos partes de Vietnam se le dio ayuda logística para instalar a los inmigrantes, dando por hecho que los movimientos poblacionales serían mínimos. Pese a haber denunciado que sus compatriotas del norte habían sido "esclavizados", Diem esperaba menos de 10 000 refugiados. El general Paul Ely, el Comisionario general francés para Indochina, esperaba que alrededor de 30 000 terratenientes y hombres de negocios se trasladarían al sur, y declaró que se haría responsable de transportar a cualquier vietnamita que quisiera trasladarse al territorio controlado por la Unión Francesa o a Vietnam de Sur. El primer ministro de Francia, Pierre Mendès France, y su gobierno habían previsto ayuda para aproximadamente 50 000 desplazados. Los estadounidenses vieron este periodo de casi un año, como una oportunidad de debilitar al norte.

## Evacuación
Las predicciones de Diem y Ely fueron muy imprecisas. A medida que se extendió la noticia del programa migratorio a lo largo del norte controlado por los comunistas, miles de los católicos norteños fueron en busca de asilo a Hanói y Hai Phong, ciudades que aún permanecían bajo control del ejército francés. Esto llevó a la anarquía y la confusión debido a que los emigrantes peleaban por el refugio, la comida, las medicinas y pasajes en los barcos y aviones que se dirigían al sur. A principios de agosto había más de 200 000 evacuados esperando en Hanói y Hai Phong.

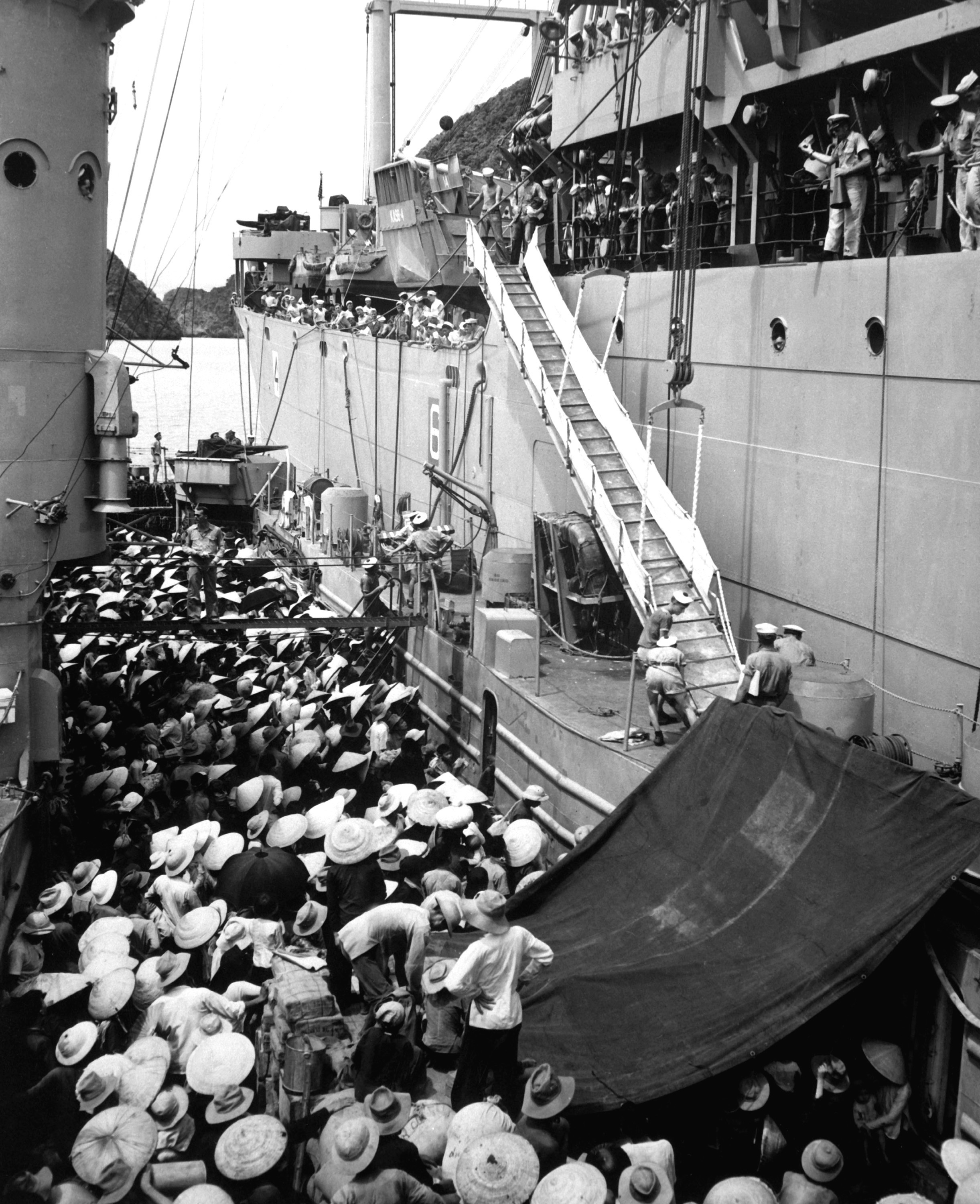
Refugiados vietnamitas embarcando en el USS Montague durante la Operación Pasaje a la Libertad en agosto de 1954.

La Armada y la Fuerza Aérea francesas se habían visto muy mermadas durante la Segunda Guerra Mundial. Fueron incapaces de manejar el gran número de inesperados refugiados. Francia pidió ayuda al gobierno de los Estados Unidos, por lo que el Departamento de Defensa de Estados Unidos ordenó a la Armada de Estados Unidos que movilizase una fuerza de evacuación. Siguiendo las órdenes, el almirante Lorenzo Sabin creó el Grupo de Fuerzas Especiales 90 (CTF-90). Los Estados Unidos renovaron y transformaron buques de transporte para albergar a los miles de vietnamitas que serían evacuados en ellos. Las reparaciones se realizaron durante el camino a Hai Phong desde su base en la Bahía de Súbic, en la isla de Luzón, Filipinas.
El primer transporte estadounidense en participar en la evacuación masiva fue el Menard, el cual abandonó Hai Phong el 17 de agosto. Transportó a 1924 refugiados en un viaje de 1600 kilómetros, que duró tres días hasta la capital del sur. El Montrose partió al día siguiente con 2100 pasajeros. En agosto, la política estadounidense se liberalizó para permitir que personal militar francés y vietnamita pudiese ser evacuado también  por el CTF-90 y el Grupo de Consejo de Ayuda a la Jefatura Militar (CHMAAG por sus siglas en inglés). Para hacer frente al creciente volumen de transporte marítimo hacia el sur, el CHMAAG estableció un lugar de desembarco de refugiados en Vung Tau, un puerto costero en la entrada del río Saigón. Este emplazamiento rebajó la congestión de los campos de refugiados de Saigón y redujo los atascos de tráfico fluvial del río Saigón. Hubo un importante contratiempo cuando un tifón arrasó el área de Hai Phong, destruyendo casi la mitad del territorio ocupado por los refugiados. Pese a los problemas, para el 3 de septiembre la Armada de EE. UU. había evacuado a 47 000 vietnamitas del norte tras dos semanas de operación. El alto número de evacuados llevó al gobierno survietnamita a ordenar que solo un máximo de 2500 pasajeros pudiesen desembarcar en Saigón y Vung Tau cada día hasta el 25 de septiembre. La presión por el exceso de población en el sur fue resuelta cuando el número de refugiados se redujo por la campaña de propaganda del Viet Minh y las detenciones de los que pretendían huir, unidas al retraso de la cosecha del arroz, lo que obligó a muchos a retrasar su partida. El 20 de octubre, las autoridades francesas que permanecían en control de los puertos decidieron renunciar a las tarifas que cobraban a los barcos estadounidenses por el uso del puerto.
Según COMIGAL, la agencia survietnamita de inmigración, los aviones franceses realizaron un total de 4280 vuelos, transportando un total de 213 635 refugiados. Se registraron un total de 555 037 pasajeros en 505 viajes en barco. La Armada francesa realizó la mayor parte de las evacuaciones navales, con un total de 388 travesías mientras que Estados Unidos realizó 109 viajes. Barcos británicos, taiwaneses y polacos ayudaron con un total de 8 travesías.
Las cifras oficiales indican que hubo un total de 768 672 personas que emigraron bajo supervisión militar. Además se tiene constancia de otros 109 000 refugiados que viajaron por su cuenta, aunque algunos llegaron fuera del periodo de 300 días. La mayor parte de ellos cruzaron el río que dividía las dos partes, navegaron en improvisadas embarcaciones a alguno de los puertos del sur o llegaron a través de Laos.
En 1957, el gobierno de Vietnam del Sur había contabilizado un total de 928 152 refugiados, de los cuales el 98.3 % eran de etnia vietnamita. El 85 % eran católicos, mientras que los restantes eran budistas y protestantes. Los datos oficiales excluyen a unos 100 000 militares anticomunistas que habían servido en el ejército francés. Por otro lado, tan solo reportaron 120 000 personas desplazadas a Vietnam del Norte desde el sur. La migración hacia el norte fue atribuida a trabajadores itinerantes de plantaciones de goma que volvieron hacia sus casas por motivos familiares.
Un estudio independiente realizado por el historiador francés Bernard B. Fall determinó que la Armada de los Estados Unidos transportó a aproximadamente 310 000 personas. Acreditó que los franceses transportaron a 214 000 refugiados en aviones, a 270 000 en barcos, y 100 000 soldados vietnamitas que habían servido en el ejército francés durante la guerra de Indochina. Fall, por tanto, estimó que las cifras ofrecidas por los Estados Unidos y Francia habían sido alteradas debido a un fraude. Algunos refugiados viajaron al sur, consiguieron las ayudas que ofrecían y se registraron, pero volvieron en poco tiempo al norte. Posteriormente volvieron al sur para pedir más ayuda. De la misma manera, muchos pueblos enteros se trasladaron al sur y las autoridades no contaron el número de refugiados, sino que confiaron en la palabra de sus dirigentes. Éstos, en ocasiones inflaron las cifras para conseguir más ayuda.
El éxodo masivo no perturbó en gran medida al norte. Fall calculó que aproximadamente 120 000 militantes del Viet Minh se desplazaron al norte. La mayor parte de esas evacuaciones fueron atribuidas a la estrategia militar de Ho Chi Minh, quien había ordenado a esas tropas que permaneciesen al sur del paralelo 17 para llevar a cabo una resistencia de guerrillas. Los desplazamientos al norte fueron facilitados por barcos que partían de Qui Nhon y Ca Mau, en la zona más al sur de Vietnam. Los viajes a la República Popular de Vietnam los realizaban en barcos franceses que se dirigían a Hanói a recoger más refugiados anticomunistas y también en barcos de países comunistas como Polonia. El Viet Minh también se dedicó a apoyar a los indígenas Degar, en cuyas tierras los comunistas esparcieron propaganda en los idiomas tribales y se infiltraron. De acuerdo con un estudio de la Universidad Estatal de Míchigan, alrededor de 6000 habitantes tribales se trasladaron al norte con los comunistas, acompañados por miembros del Viet Minh que habían adoptado la cultura indígena.
Estados Unidos proveyó comida, cuidados médicos, ropa y vivienda en los centros de acogida en Saigón y en otros puertos del sur. Estados Unidos fue responsable de la mayor parte de la ayuda repartida entre los refugiados. También aportaron recursos Francia, Reino Unido, Alemania Occidental, Nueva Zelanda y Holanda.

## Campaña de propaganda

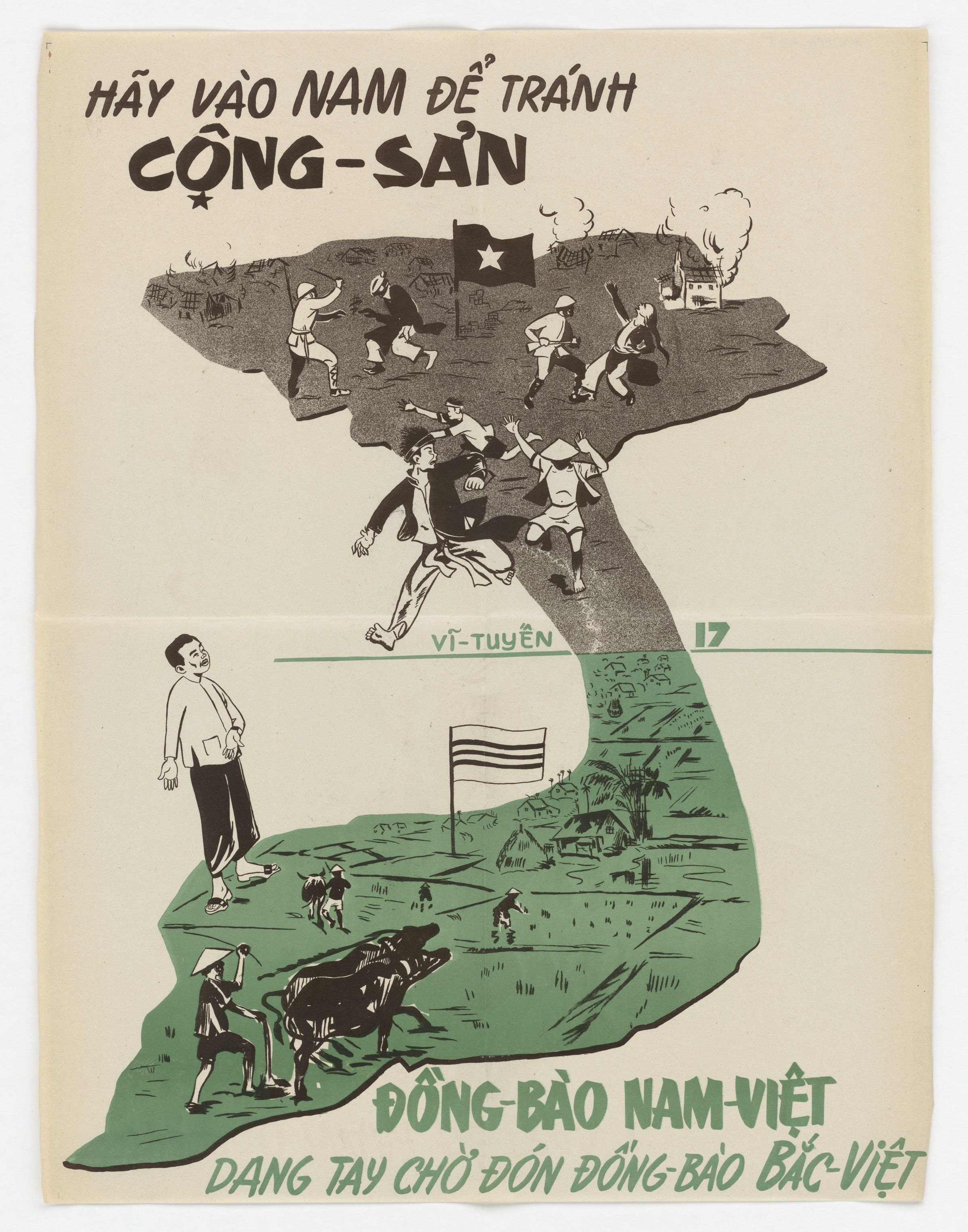
Cartel de propaganda exhortando a los norvietnamitas a mudarse hacia el sur. Traducción del título: "Vayan al sur para evitar el comunismo". Traducción del texto inferior: "La gente de Vietnam del Sur está dando la bienvenida a los norvietnamitas con los brazos abiertos".

Paralelo  al desplazamiento de la población y desde antes de que se iniciara, Estados Unidos llevó a cabo una campaña a través de la CIA para aumentar el número de emigrantes hacia el sur. El programa fue dirigido por el coronel Edward Lansdale, quien se encontraba allí como agregado estadounidense en Saigón, mientras dirigía un grupo encubierto especializado en guerra psicológica. Lansdale advirtió a Diem de que era imperativo aumentar el número de la población en el sur, en preparación de las elecciones de reunificación nacional. Cuando Diem apuntó que el sur tenía una capacidad limitada para absorber refugiados, Lansdale le aseguró que Estados Unidos lo apoyaría económicamente para poder mantener a toda la población de inmigrantes. Diem, por tanto, autorizó a Lansdale para comenzar la campaña propagandística. Según el historiador Seth Jacobs, la campaña fue comparable a las más audaces empresas de acción encubierta de la historia, que hayan sido realizadas por la CIA.
Lansdale utilizó a un grupo de especialistas para traer a un mayor número de norteños hacia el sur. Los soldados de Vietnam del Sur se infiltraron, con ropas civiles, en el norte, extendiendo rumores sobre problemas inminentes. Una de las historias era que los comunistas habían llegado a un trato con China, el enemigo tradicional de Vietnam, permitiéndole invadir el norte. Informaron de que los chinos estaban violando y saqueando con la aprobación tácita de los comunistas. Lansdale contrató falsificadores para redactar folletos falsos del Viet Minh en los que se explicaba cómo comportarse bajo el régimen comunista, aconsejándoles crear una lista de sus posesiones materiales para que los comunistas pudieran confiscarlos más fácilmente, para así fomentar el descontento entre los campesinos. Sobornaron a videntes para predecir desastres bajo el comunismo y prosperidad para aquellos que se desplazasen al sur. El rumor más efectivo fue que Washington lanzaría un ataque para liberar al norte en cuanto todos los anticomunistas hubieran huido al sur. Aseguraba que los estadounidenses usarían bombas atómicas y que la única forma de evadir la muerte era desplazarse al sur. El equipo de Lansdale repartió panfletos en los que se mostraba Hanói con tres círculos de destrucción nuclear sobreimpresionados.
La campaña de Lansdale se centró en los católicos del norte, quienes eran conocidos por sus fuertes sentimientos anticomunistas. Su equipo imprimió decenas de miles de panfletos con lemas como "Cristo se ha ido al sur" y "la Virgen María se ha ido del norte", denunciando persecución anticatólica bajo el régimen de Ho Chi Minh. Se pegaron en Hanói y Hai Phong carteles en los que se mostraba a los comunistas cerrando una catedral y forzando a la gente a rezar frente a Ho, adornados con el lema "Toma una decisión". Diem fue a Hanói mientras las tropas francesas aún tenían el control sobre la ciudad, para invitar a los católicos a desplazarse. La campaña fue apoyada por sacerdotes católicos, quienes contaron a sus discípulos que Ho Chi Minh terminaría con la libertad de culto e impediría que se impartiesen los sacramentos y que, por tanto, cualquiera que se quedase en el norte pondría en peligro su alma. Los inmigrantes católicos ayudaron a reforzar a Diem. Antes de la partición, la mayor parte de los vietnamitas católicos vivían en el norte, pero tras el cierre de fronteras estaban bajo el mando de Diem. Los católicos confiaban en Diem debido a su fe común y eran una fuente leal de apoyo político. Una de las principales objeciones de Diem a los Acuerdos de Ginebra, el cual se negó a firmar, era que le privaba a él del control de las regiones católicas del norte. Con provincias católicas enteras desplazándose hacia el sur, en 1956 la diócesis de Saigón tenía más católicos que París, Roma o Madrid. Del millón y medio de católicos de Vietnam, un millón vivía en el sur, de los cuales más de la mitad eran refugiados del norte.
El Viet Minh emprendió campañas de contrapropaganda en un intento de detener el éxodo desde el norte. El Viet Minh amenazaba a la población con que los emigrantes serían torturados sádicamente por los franceses antes de ser asesinados. Los comunistas describieron al personal del CTF-90 como caníbales que se comían a sus bebés y predijeron desastres en las junglas, playas y montañas de Vietnam del Sur. El Viet Minh aseguraba a los emigrantes que era un riesgo inútil, ya que, según afirmaban, los comunistas vencerían en las elecciones de reunificación de 1956.

## Cobertura mediática
Estados Unidos cosechó substanciales beneficios en sus relaciones internacionales del éxodo masivo, el cual fue usado para describir los beneficios del mundo libre. Esto fue reforzado por el hecho de que fueron apenas 120 000 los que, en comparación, se trasladaron voluntariamente al norte comunista. La situación generó una cobertura de prensa sin precedentes. Muchas de las más importantes agencias de prensa enviaron reporteros para cubrir el traslado. Los informes de prensa pagados por los Estados Unidos presentaron de forma muy decorada mostrando el gran papel que estaba llevando a cabo Estados Unidos en el éxodo de los vietnamitas huyendo de los comunistas. La revista Time Life definió a la migración masiva como una tragedia de proporciones casi de pesadilla (...) muchos refugiados partieron sin comida, ni agua, ni medicinas durante días, sustentados solo por su fe y su corazón.
La hipérbole utilizada en los informes de los principales medios de comunicación se pudo quedar corta en comparación con la efusión de la prensa católica de Estados Unidos. La migración fue presentada en primera plana de los periódicos diocesanos. La información era en muchos casos sensacionalista, demonizando a los comunistas norvietnamitas y mostrándolos como perseguidores religiosos llegándose a falsificar noticias sobre atrocidades contra los católicos. Our Sunday Visitor publicó que la "persecución" en Vietnam como "la peor de la historia", alegando que el Viet Minh estaba involucrado en "asesinatos de niños y canibalismo". El periódico Monitor de San Francisco habló de un cura al cual, el Viet Minh "golpeó con armas hasta dejarlo inconsciente y después enterró vivo". El The Advocate de Newark tituló una de sus editoriales "¡Permitid a nuestra gente irse!" (Let our people go!) adornado con imágenes de refugiados vietnamitas intentando traspasar una valla de alambre con púas, mostrando un hecho ocurrido en Saigón en un campo de refugiados bajo control estadounidense como si hubiese ocurrido en el norte. Otros periódicos hablaron de dos curas que fueron encadenados juntos y "sufrieron atrocidades y agonías interminables", describieron la quema de iglesias por parte del Viet Minh, las torturas de niños y el asesinato de ancianos católicos. Un periódico proclamó que la gente de Vietnam se convirtió en gente crucificada y su territorio en un Gólgota nacional.

## Integración social

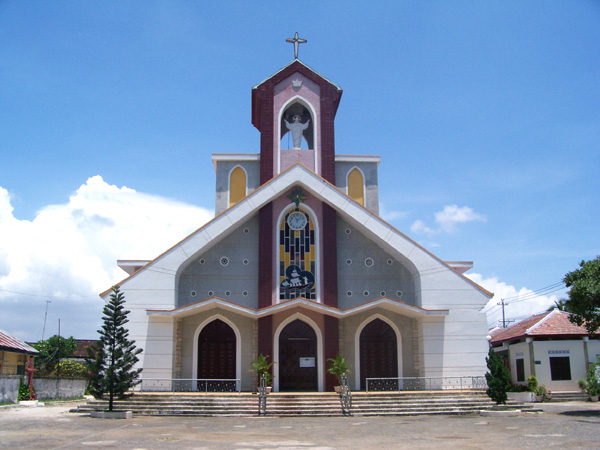
Iglesia católica en Hoi An construida durante los años 1950.

El flujo masivo de inmigrantes presentó varios problemas sociales para Vietnam del Sur. Los recién llegados necesitaban integrarse en la sociedad con casas y trabajo, ya que si permanecían, un largo periodo en los campos de refugiados podría desmoralizarlos y, posiblemente, eso haría nacer simpatías procomunistas. Diem tuvo que idear distintos programas para facilitar la integración a sus nuevos ciudadanos.
Diem nombró a Bui Van Luong, un amigo y católico devoto, jefe del COMIGAL, la agencia gubernamental de realojamiento. El COMIGAL trabajó en cooperación con la Misión de Operaciones de Estados Unidos, el ala no militar de la presencia estadounidense en Vietnam, y con el Grupo de Consejo de Ayuda a la Jefatura Militar (CHMAAG). También trabajaron ayudando a los refugiados distintas agencias católicas estadounidenses y un grupo de ayuda de la Universidad Estatal de Míchigan, donde Diem había permanecido durante su exilio autoimpuesto a principios de la década de 1950. En una cantidad de más de 4000 recién llegados cada día, los refugiados fueron instalados en un hipódromo antes de que se les pudiesen construir colegios, hospitales, almacenes y lugares de culto. Posteriormente se crearon pueblos temporales y, a mediados de 1955 la mayor parte del millón de refugiados vivían en construcciones hechas a lo largo de las autopistas que salían de Saigón.
El siguiente objetivo fue integrar a los refugiados en la sociedad survietnamita. En un principio había gran necesidad de tierras cultivables en zonas seguras. 
A principios de 1955, el Viet Minh aún controlaba gran parte del Delta del río Mekong, y otras tierras fértiles estaban en manos de los ejércitos privados de las sectas Cao Dai y Hoa Hao. La banda criminal Binh Xuyen controlaba las calles de Saigón después de haber comprado al emperador Bao Dai, una licencia para actuar como cuerpo policial. Los recién llegados no pudieron ser enviados a las zonas de cultivo hasta que el Viet Minh se trasladó al norte y Diem dispersó a las sectas y organizaciones armadas. Las áreas urbanas se convirtieron en zonas seguras cuando el Ejército Nacional Vietnamita venció a Vinh Xuyen en la batalla por Saigón a finales de abril. Lansdale consiguió sobornar a muchos de los comandantes de Hoa Hao y Cao Dai para que se integrasen en el ejército, aunque algunos siguieron luchando. El último comandante de los Hoa Hao, Ba Cut, fue capturado a principios de 1956. Esto permitió al COMIGAL enviar expediciones para preparar áreas rurales para los asentamientos.
El COMIGAL envió equipos de inspección a través de Vietnam del Sur para identificar áreas apropiadas para acomodar a los refugiados, dependiendo de sus habilidades profesionales. Esto requirió la búsqueda de tierras cultivables para los granjeros, áreas costeras apropiadas para los pescadores y también el desarrollo de ciudades industrializadas. Tras haber identificado áreas buenas para cada caso, el COMIGAL creó proyectos de asentamiento, enviando las propuestas a los programas de ayuda de Estados Unidos y Francia. El proceso burocrático fue bastante rápido y la mayoría de las peticiones fueron aprobadas en poco más de un día. A cada proyecto se le concedió un plazo de 9 meses para completarse.
En las áreas seleccionadas se instalaron grupos de entre 1000 y 3000 personas. Una vez allí, éstos comenzaron a crear los asentamientos, lo que supuso cavar pozos, construir carreteras y puentes, y despejar grandes zonas boscosas. En cada asentamiento se llevaron a cabo elecciones para elegir los miembros que mantendrían el contacto con el COMIGAL en nombre de todo el pueblo.
El COMIGAL proveyó a los refugiados de aperos de labranza, fertilizantes y animales de granja. A mediados de 1957 se habían construido 319 nuevos pueblos. La mayor parte de ellos se crearon en el delta del Mekong, aunque 50 se instalaron en la frontera con Vietnam del Norte y unos 60 en las zonas altas del centro de Vietnam. Además se construyeron numerosas escuelas y centros sanitarios. A finales de 1957, Diem disolvió el COMIGAL alegando que su misión ya había sido cumplida.

## Dificultades y críticas

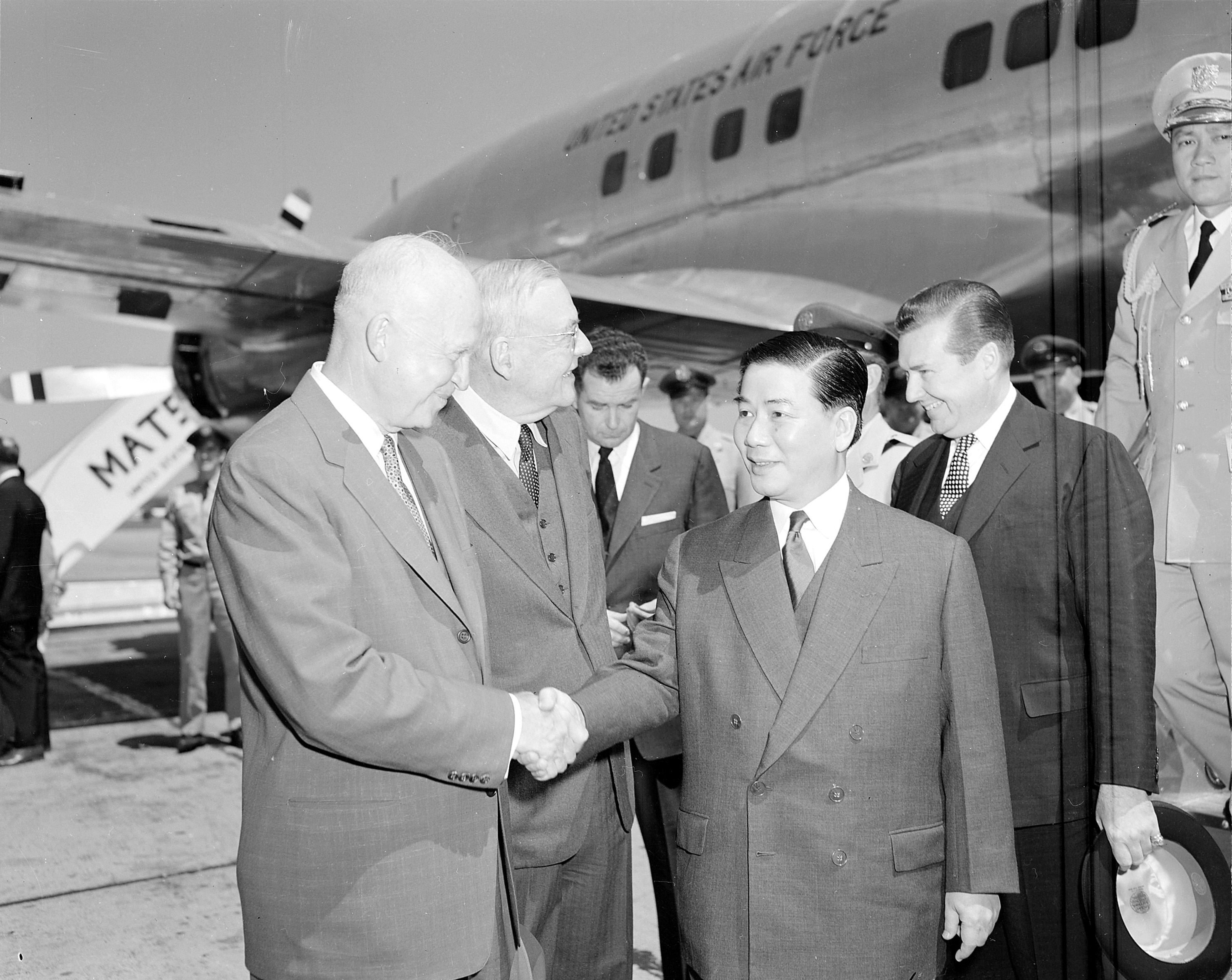
El presidente survietnamita Ngo Dinh Diem en Washington con el presidente estadounidense Dwight D. Eisenhower.

El programa dejó algunos cabos sueltos que se percibieron poco después. Muchos de los refugiados no se llegaron a integrar económicamente y vivieron de las ayudas gubernamentales. Los críticos apuntaron que los refugiados se habían convertido en un grupo de especial interés que provocaba resentimiento. Los oficiales del COMIGAL decidieron no separar a los refugiados que provenían de los mismos pueblos, confiando en mantener la continuidad social. Muchos pueblos católicos fueron "trasplantados" al territorio del sur. Esto fue eficiente a corto plazo, pero supuso que no llegasen a integrarse en la sociedad sureña. Tuvieron poco contacto con la mayoría budista y, en ocasiones, irritaban a ésta, izando la bandera del Vaticano en lugar de la bandera nacional. Diem, quien tenía fama de favorecer en gran medida a los católicos, concedió a éstos un desproporcionado número de puestos en el ejército y en el gobierno. Continuó la práctica francesa de definir al catolicismo como una "religión" y al budismo como una "asociación", por lo que sus actividades estaban restringidas. Esto provocó una división social entre los recién llegados y sus compatriotas. Durante una visita a Saigón en 1955, el periodista inglés Graham Greene informó de que el favoritismo religioso de Diem "podría fácilmente dejar en su tolerante país un legado de anticatolicismo". En 1963, el descontento latente por la política religiosa del líder survietnamita llevó a una serie de disturbios civiles en masa conocidos como la Crisis budista. Tras prohibir mostrar la bandera budista en público durante las celebraciones de Vesak conmemorando el nacimiento de Buda, las fuerzas de Diem abrieron fuego y mataron a nueve manifestantes. Como las manifestaciones continuaron durante el verano, las Fuerzas Especiales de la República de Vietnam saquearon pagodas a lo largo de todo el país, asesinando a cientos de budistas y encarcelando a miles de ellos. La tensión culminó con el derrocamiento de Diem y su asesinato en un golpe de Estado en noviembre de ese año.
La población indígena de las tierras altas del centro de Vietnam se quejó amargamente de la intrusión de los vietnamitas católicos en sus tierras. Como resultado de su descontento con el gobierno del sur, los propagandistas comunistas encontraron más fácil convencerlos para su causa.